# ノーマン・グリーンバウム
ノーマン・グリーンバウム（Norman Greenbaum、1942年11月20日 - ）は、アメリカ合衆国のシンガーソングライター。自作して歌った1969年の楽曲「スピリット・イン・ザ・スカイ」によって最もよく知られている。

## 生い立ち
グリーンバウムは、マサチューセッツ州モールデンに生まれた。正統派ユダヤ教の家庭に育ち、ベス・イスラエル会堂のヘブライ語学校で学んだ。音楽に関心をもったきっかけは、1950年代後半から1960年代はじめにかけて人気のあった南部のブルースやフォーク音楽であった。高校では様々なバンドで演奏し、ボストン大学で2年間、音楽学を学んだ。

## 経歴
グリーンバウムは、自作曲「スピリット・イン・ザ・スカイ」によって最もよく知られている。「重たい (heavy)」ギターの音、ハンドクラッピング、霊的（スピリチュアル）な歌詞が組み合わされたこの曲は、1969年にワーナー・ブラザース・レコードからリリースされた。シングルは、1969年から1970年にかけて200万枚を売り上げ、アメリカレコード協会 (RIAA) からゴールドディスクに認定された。その後は、様々な映画や広告、テレビ番組などで使用された。
「スピリット・イン・ザ・スカイ」の歌詞のテーマは明らかにキリスト教的であるが、当時も、その後も、グリーンバウムは厳格なユダヤ教徒であり続けた。
インタビューの中で、グリーンバウムは「スピリット・イン・ザ・スカイ」の着想を得たのは、本当は西部劇映画だったと述べている。
ノーマン・グリーンバウム：「スピリット・イン・ザ・スカイ」が何を踏まえているかって、... 僕らは何を見ながら育った? 西部劇だろ! つまり、ひどい悪漢たちが撃たれて、ブーツを履いたまま死にたいと願うような。僕にとっては、それが霊的（スピリチュアル）だった、ブーツを履いたまま死にたいと願うってことが。

レイ・サンチョ：それがきっかけで、あの曲を書いたんですか?

ノーマン・グリーンバウム：そう。曲自体は単純だよ、もちろん曲作りは単純で通さなきゃね。キリスト教的な賛美の歌というわけじゃなくて、単純な歌ってことさ。キリスト教を使ったのは、何かを使わなきゃならなかっただけさ。「ジーザス」がどうのってところより、「スピリット・イン・ザ・スカイ（空中の精霊）」ってとこが大事なんだ。変だろう ... 僕もブーツを履いたまま死にたいと思ってたんだ。
グリーンバウムは、一般的には一発屋と見なされているが、ドクター・ウェスツ・メディシン・ショウ・アンド・ジャンク・バンド名義で録音した「The Eggplant That Ate Chicago」など、1966年には数曲のレコードがチャート入りを果たしていた。1960年代にはまた、ブルーノ・ウルフ・ウィズ・ザ・ジム・クウェスキン・ジャグ・バンド (Bruno Wolf with the Jim Kweskin Jug Band) という名義でも活動していた。

## 私生活
グリーンバウムは、カリフォルニア州サンタローザに長く住んでいる。2015年3月28日、乗車していた（運転者ではなかった）自動車が、オシデンタル・ロード (Occidental Road) で左折した際に直進してきたバイクと衝突し、バイクの運転手が死亡、同乗者が重傷となり、グリーンバウムも重傷を負った。その後、グリーンバウムは、演奏活動に復帰している。

## ディスコグラフィ

### ソロ・アルバム
- 『スピリット・イン・ザ・スカイ』 - Spirit in the Sky (1969年)
- Back Home Again (1970年)
- 『ペタルマ』 - Petaluma (1972年)
- Spirit in the Sky: The Best of Norman Greenbaum (1995年) ※コンピレーション
- 『スピリット・イン・ザ・スカイ ベスト・オブ・ノーマン・グリーンバウム』 - Spirit in the Sky: The Best of Norman Greenbaum (1997年) ※コンピレーション
- Spirit in the Sky: The Definitive Anthology (2003年) ※コンピレーション

### ドクター・ウェスツ・メディシン・ショウ・アンド・ジャンク・バンド
- The Eggplant That Ate Chicago (1967年)
- Norman Greenbaum with Dr. West's Medicine Show and Junk Band (1969年) ※コンピレーション
- Euphoria: The Best of Dr. West's Medicine Show and Junk Band (1998年) ※コンピレーション